# ヤマハ・トリッカー

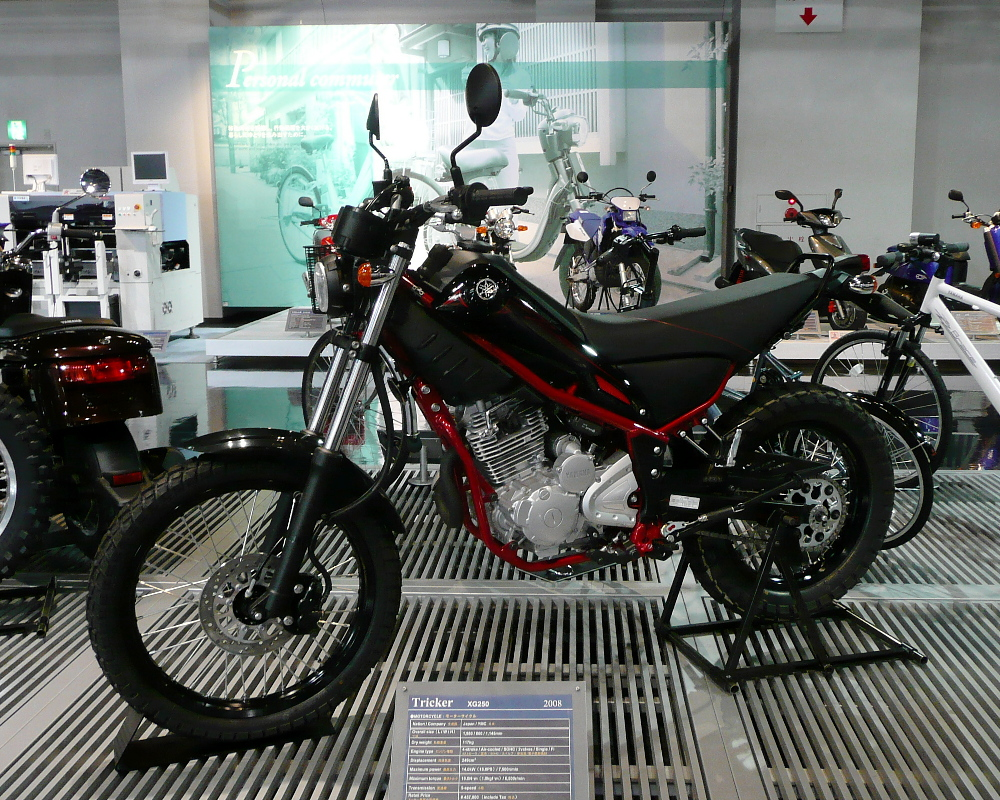
ヤマハ・トリッカー（2008年）

トリッカー（tricker）とは、ヤマハ発動機が製造していた250ccクラスのオートバイ（普通自動二輪車）である。

## 概要
2001年10月24日のヤマハ発動機のニュースリリースでYAMAHAの製品プランナー、ヒグチ タケシ氏考案による"Tricker"の名を冠した最初のモデルが発表となり、2001年の東京モーターショーヤマハブースでプロトタイプが初公開された。2003年の第37回東京モーターショーではTricker XG250（市販予定車）、Tricker Pro（参考出品車）、Chivicker（参考出品車）が展示された。また2004年にもコンセプトモデルのAir trickerがヨーロッパヤマハから発表された。
市販車は2004年より発売された。どんな場所でも、どんな乗り方でも、気軽に楽しめる「フリーライド・プレイバイク」というコンセプトの元に開発された。実際、810mmのシート高は足付きが非常に良く、また全長1,980mm、装備重量125kgの車体スペックは250ccクラスの中でも特にコンパクトで扱いやすい。舗装道・林道・オフロード等いずれの道もこなし、また車名が示すように、ウィリー・ストッピー・アクセルターンなどのトリッキーな乗り方も可能である。車体は乗用車としての必要最低限の装備でまとめられており、本体価格は同社オフロード系他車種に比べて廉価である。
細身で小柄な車体は扱いやすい反面、燃料タンクの容量が2008年以降のモデルでも7.2リットル（それ以前は6リットル）しかなく、タンクバッグも大型のものを置けない。また、リアキャリアがないためオプション扱いのものを取り付けないと車体後部に荷物を積載しにくい構造となっており、長距離ツーリングをするには不向きな車種である。また初期状態ではシティーコミューターとしての性格が強く、オフロード車につき物のアンダーガード（クランクケースを保護するプロテクター）など各種装備はオプション扱いである。
これらの仕様は当時日本で流行していたヤマハ・TWのカスタムに端を発したバイクをオシャレに乗るストリート系バイクブームの影響もある。TWの後継機としてストリートバイクとしても乗ってほしいという企画意図もあり、当時同商品のウェブサイトでは渋谷の有名アメカジショップスタッフがオシャレに乗りこなすコンテンツや、デザインにハイテクスニーカーを取り入れていることなども伝えられていた。またストリート系バイク愛好家向けのムックなども発売されていた
なおワイズギアではヤマハ純正のオプションパーツが多くリリースされていたが現在は入手難となっている。
ちなみに2005年に発売されたセロー250には、トリッカーと基本設計が同じエンジンとフレームが採用されており、その後2006年に発売されたXT250Xを含めて、この3車は兄弟機と言える。ホイールサイズはセローよりも小さい。その為、トライアル的な遊び方をする人の中にはセローのホイールを流用してトライアルタイヤを履かせる人もいる。
2017年9月1日、二輪車平成28年排出ガス規制施行に伴い、そのままでは対応できない車種に含まれたため、生産終了を発表。
2018年9月20日、排ガス中に含まれる残留酸素量を燃料噴射量にフィードバックする制御に加え、エンジン前部にチャコールキャニスターを追加して平成28年排出ガス規制に適合、約1年ぶりに復活した。

## モデル一覧
モデル名はXG250 tricker (S)
BA-DG10Jキャブモデル、JBK-DG16Jインジェクションモデル、2BK-DG32J排気ガス規制対策モデルに分類されそれぞれマイナーチェンジされた

### BA-DG10J
5XT1 2004年3月 最初期モデル  
5XT2 2005年4月 マイナーモデルチェンジ   
5XT3 2005年4月 tricker XG250 S メタリック塗装のタンクカバー、オレンジ色ピンストライプ入り専用ホイール  
5XT4 2006年3月 マイナーモデルチェンジ  
5XT5 2006年3月 tricker XG250 S 水圧転写グラフィックのサイドカバー、ブラック＆オレンジツートンシート、前後リムオレンジアルマイト処理  
5XT6 2007年2月 マイナーモデルチェンジ  
5XT7 2007年2月 tricker XG250 S マイナーモデルチェンジ  
カラーバリエーション
- シルバー3
- マットブラック
- ダークパープリッシュブルー2
- マットブラック2
- ブラックメタリックJ
- ビビッドオレンジメタリック2

### JBK-DG16J
5XT8 2008年1月 大型モデルチェンジ 、燃料供給インジェクション化、燃料タンク容量６→7.2リットル、シート形状変更、フロントフォークのセッティング変更による操縦安定性最適化  
5XT9 2008年1月 tricker XG250 S 専用のロゴ・グラフィックのサイドカバー、レッドカラーメインフレーム、ブラック＆レッドツートンシート、前後リムブラックアルマイト処理  
5XTA 2010年1月 マイナーモデルチェンジ  
5XTB 2014年1月 マイナーモデルチェンジ  
5XTC 2017年3月 マイナーモデルチェンジ このモデルで一旦シリーズ生産終了  
カラーバリエーション
- マットブルーメタリック3
- ビビッドオレンジメタリック2
- マットブラック2

### 2BK-DG32J
B8C1 2018年9月 モデルチェンジ 平成28年排出ガス規制に適合して再登場  見た目は従来モデルと変わらないが、環境性能を高めるためにO2フィードバック制御を行うフューエルインジェクションと、タンクから自然に蒸発するガソリンを外気に放出しないようにするためのキャニスター（蓋付き容器）を装備  エンジン出力は少し向上、タンク容量はわずかに減少  
カラーバリエーション
- ディープオレンジメタリック7
- マットブラック2

### TY-S外装キット
2011年11月発売  デザインは、GKダイナミックス社  1970年代前半のヤマハTYシリーズをイメージしたレトロカジュアルなデザインが特徴  キット内容は、ABS樹脂タンクカバー、左右サイドカバー、シングルシート（ベース車比で1.5cmローシート）、専用リアフェンダーセット  2008年モデル以降のインジェクション採用モデルに装着可能  
カラーバリエーション
- ホワイト/イエロー
- ホワイト/レッド

### 輸出モデル（ヨーロッパ仕様）
- 4D61/4D62 2005年発売,  基本仕様は国内のBA-DG10Jと同じ
- ポジションランプ付き大径リフレクターヘッドライト、前後大型ウインカー、大型リヤフェンダー等が主な違い
- キャブモデルのみ発売
- カラーバリエーション
  - マットブラック2
  - シルバー3